# برايان وايت (سياسي بريطاني)
برايان وايت (بالإنجليزية: Brian White) هو سياسي بريطاني، ولد في 5 مايو 1957 في بلفاست في المملكة المتحدة، وتوفي في 5 يوليو 2016 في ميلتون كينز في المملكة المتحدة بسبب سرطان. حزبياً، نشط في حزب العمال. في الانتخابات العامة في المملكة المتحدة 1997 ‏، انتخب عضو البرلمان الثاني والخمسون للمملكة المتحدة عن دائرة ميلتون كينز الشمالية الشرقية وقد انضم خلال فترته النيابية ‏ (1 مايو 1997 – 14 مايو 2001) للكتلة البرلمانية حزب العمال وفي الانتخابات العامة في المملكة المتحدة 2001، انتخب عضو برلمان المملكة المتحدة الـ53 عن دائرة ميلتون كينز الشمالية الشرقية وقد انضم خلال فترته النيابية ‏ (7 يونيو 2001 – 11 أبريل 2005) للكتلة البرلمانية حزب العمال.